# Алесандро Пезенти-Роси
Алесандро Пезенти-Роси (на италиански: Alessandro Pesenti-Rossi) е бивш пилот от Формула 1. Роден на 31 август 1942 г. в Бергамо, Италия.

## Формула 1
Алесандро Пезенти-Роси прави своя дебют във Формула 1 в Голямата награда на Германия през 1976 г. В световния шампионат записва 4 състезания като не успява да спечели точки, състезава се с частен Тирел.